# Astra (satelit)
Astra je naziv za niz komunikacionih geostacionarnih satelita koji su u vlasništvu SES SA, globalnog satelitskog operatera sa sedištem u Luksemburgu. Naziv se takođe koristi da opiše panevropski RTV sistem koji ti sateliti čine.
Od lansiranja satelita Astra 1A 1988. godine, Astra sateliti su u vlasništvu kompanije SES.
Astra sateliti emituju skoro 2400 digitalnih televizija i radio kanale preko pet glavnih satelitskih orbitalnih pozicija u domaćinstvima širom Evrope i Severne Afrike. Ovi sateliti imaju presudnu ulogu u uspostavljanju satelitske konekcije i uvođenje digitalne televizije, HDTV, 3D TV, i HbbTV u Evropi.
Knjiga "Visoko Iznad", pričajući priču o stvaranju i razvoju Astra satelita i njihov doprinos razvoju u Evropskoj Televiziji, objavljena je u aprilu 2010. godine povodom 25. godišnjice SES-a.

## Spoljašnje veze
- [https://web.archive.org/web/20100702192639/http://www.onastra.com/